# Gongropteryx
Gongropteryx là một chi bướm đêm thuộc họ Geometridae.